# ヴィーナスとマルス (ボッティチェッリ)
『ヴィーナスとマルス』（伊: Venere e Marte, 英: Venus and Mars）または『マルスとヴィーナス』は、盛期ルネサンスのイタリアの画家サンドロ・ボッティチェッリが1485年頃に制作した絵画である。油彩。主題は美と勇気の寓意としてのギリシア神話の愛の女神アプロディテと戦争の神アレス（ローマ神話のヴィーナスとマルス）である。『プリマヴェーラ』（Primavera）と『ヴィーナスの誕生』（Nascita di Venere）、『パラスとケンタウロス』（Pallade e il centauro）とともにボッティチェッリを代表する神話画ないし寓意画の1つで、これらの中で唯一、フィレンツェのウフィツィ美術館に所蔵されていない絵画である。アレクサンダー・バーカー（Alexander Barker, 1797年-1873年）のコレクションを経て、現在はロンドンのナショナル・ギャラリーに所蔵されている。

## 制作背景
この絵画はおそらく、新婚の夫婦の寝室を飾る一組の作品の1つとして、スパッリエーラや、木製の長椅子レットゥッチョ（lettuccio）の背板か婚礼用のカッソーネといった家具に設置された結婚を祝うために制作された。これは横長のフォーマットと近景の人物像が示唆しており、官能的な愛の理想を表すものとして広く理解されている。ボッティチェリはメディチ家の詩人で人文主義者であるアンジェロ・ポリツィアーノ（1454年-1494年）のような助言者から寓意的意味を学び、絵画のコンセプトを練ったと思われる。
『ヴィーナスとマルス』の正確な制作年は不明だが、ナショナル・ギャラリーの2017年の見解は「1485年頃」としている。学者ロナルド・ライトバウン（Ronald Lightbown）は「おそらく1483年頃」とし、美術史家のレオポルド・エットリンガーとヘレン・エットリンガー（Helen Ettlinger）は「1480年代後半」に位置づけている。絵画は結婚式などの特定の日付に確実に結びつけられていないため、制作年に関するすべての説は様式の分析に依存しているが、その研究から制作時期は『プリマヴェーラ』と『パラスとケンタウロス』（どちらも約1482年）の数年後であり、『ヴィーナスの誕生』の制作（1486年頃）とほぼ同時期と思われる。

## 作品

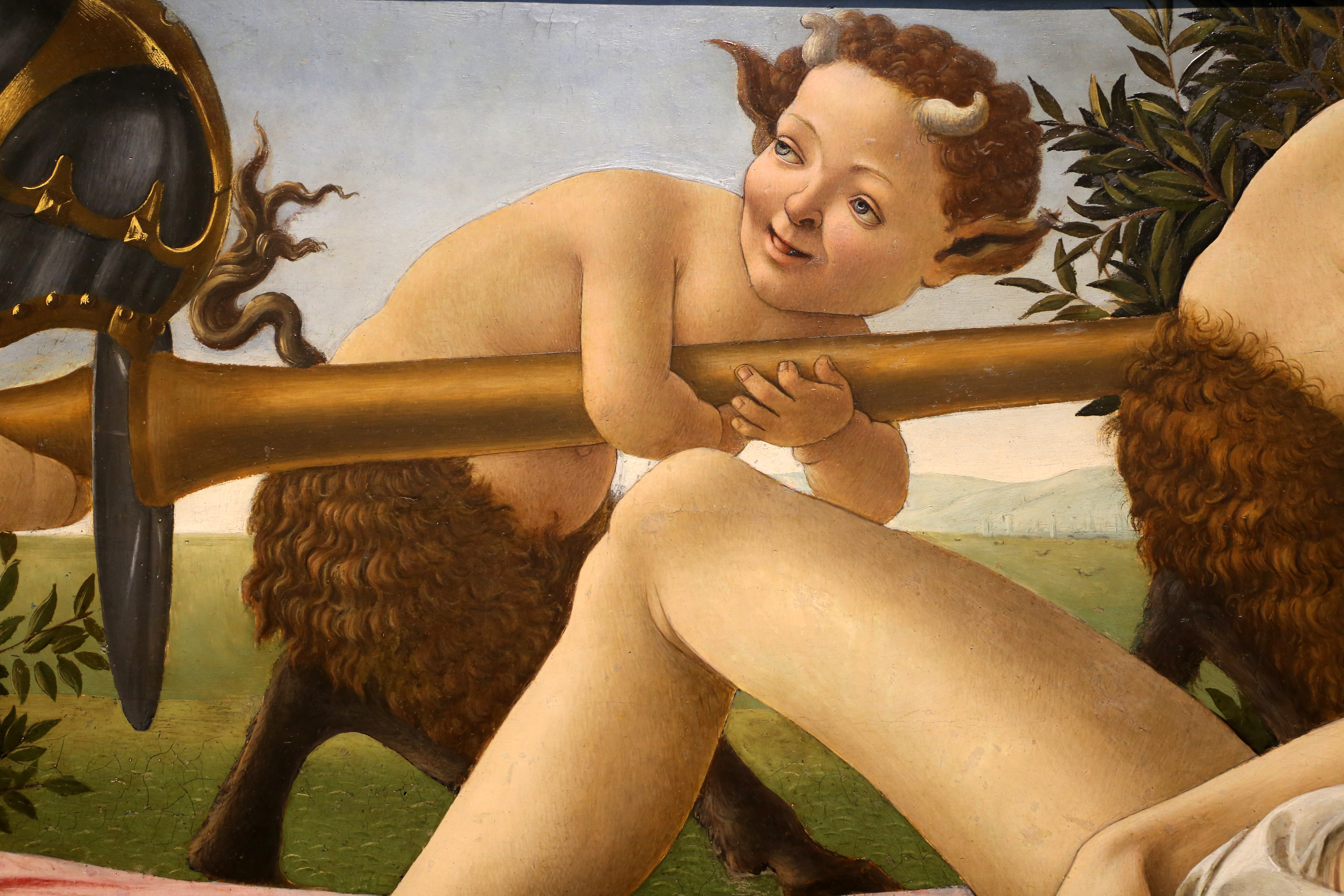
幼児のサテュロスと風景。

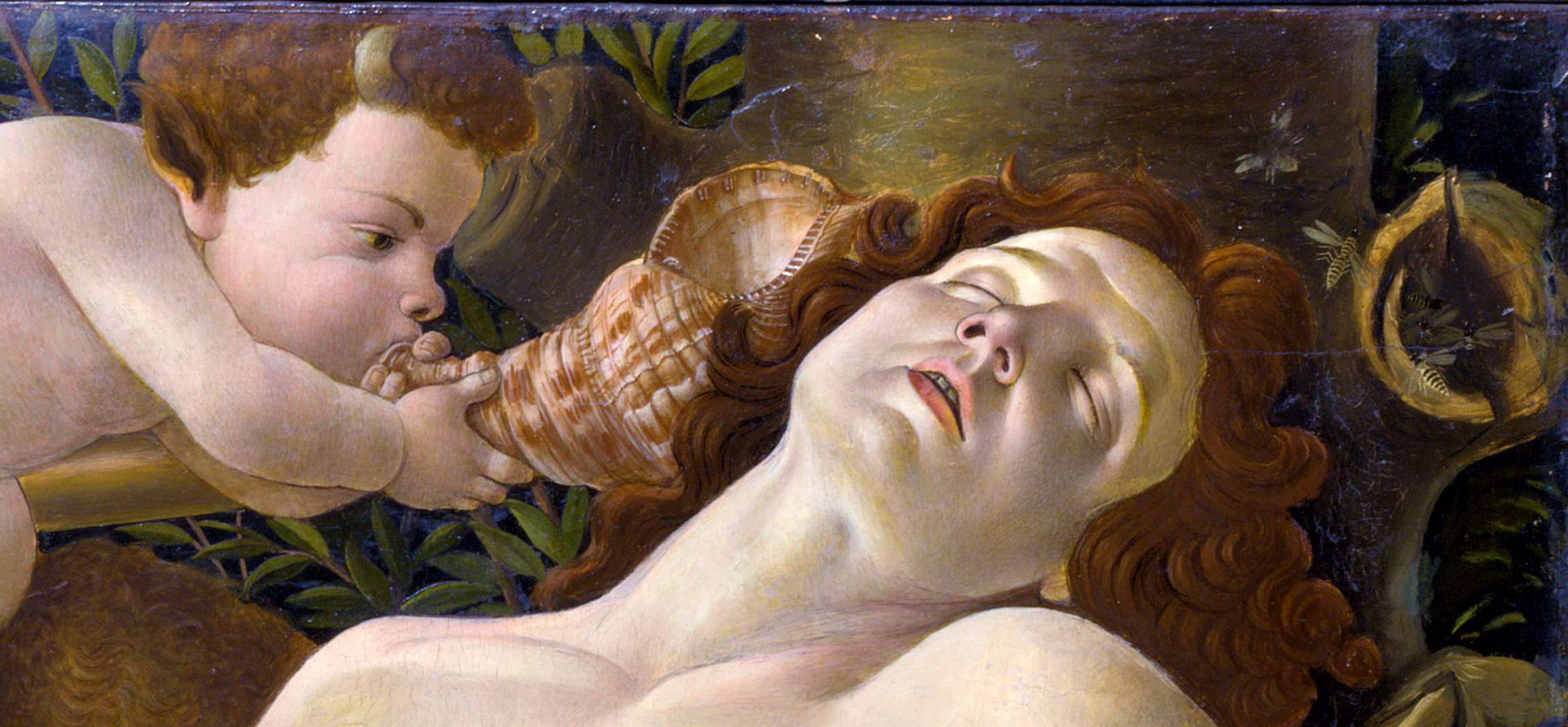
眠るマルス。右側に蜂の巣がある。

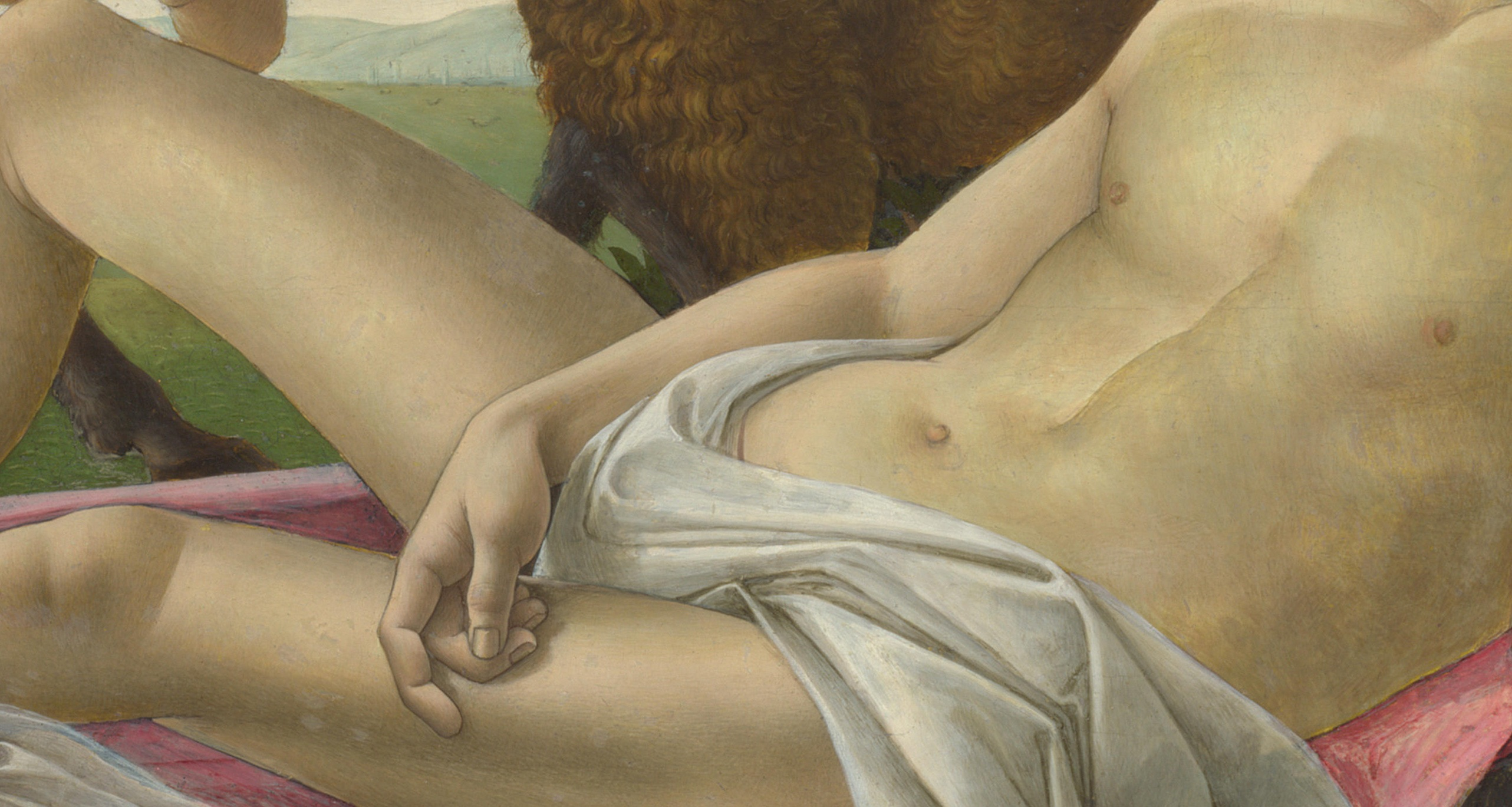
マルスのディテール。

ヴィーナスとマルスはゆったりとくつろいでいる。マルスは2人の幼いサテュロスがサレットや槍で遊んでいる間に眠ってしまい、そんなマルスをヴィーナスは見つめている。別のサテュロスはマルスの甲冑にもぐりこんで顔を出し、4人目のサテュロスはマルスを起こそうとして、耳もとで法螺貝を吹き鳴らしている。またマルスの横の木の窪みには蜂の巣があり、周囲を蜂の群れが飛んでいるが、マルスは目を覚ますことなく眠っている。2人は伝統的にヴィーナスおよび結婚と関連付けられているギンバイカ、またはおそらくロレンツォ・デ・メディチ・イル・マニフィコと関連付けられている月桂樹、またはその両方の木が生えている森の中に描かれている。画面奥の牧草地の眺めは限られているが、遠方に描かれた城壁のある都市へと続いている。ライトバウンはマルスを「ボッティチェッリの最も完璧な男性のヌード」と表現しているが、実際にはそれほど多くの男性のヌードを描いていない。彼は同時代のフィレンツェの画家たちと比べて解剖学的正確さにあまり興味がなかったようだが、この作品では特に注意を払っている。
絵画が明らかに含意しているのは2人が恋をしていることであり、槍と巻貝は性的象徴として読み解くことができる。本作品におけるヴィーナスは『ヴィーナスの誕生』とは異なり、夫婦であるため衣服を着ている。しかしヴィーナスは鍛冶神ウルカヌスの妻であり、マルスとは不貞の関係にある。
マルスの頭の周りを飛んでいる蜂の群れは、おそらく愛が痛みを伴うことが多いことを示している。ユダヤ人美術史家エルンスト・ゴンブリッチが最初に提案した別の説明によると、蜂は絵画を委託したと思われるヴェスプッチ家を表している。彼らはボッティチェッリとは旧知の間柄であり、おそらく他の注文に加えて、1480年にサン・サルヴァトーレ・ディ・オニサンティ教会のために『書斎の聖アウグスティヌス』を委託した。ヴェスプッチがイタリア語で「小さな蜂」を意味するように、彼らの紋章は蜂を含んでおり、画面右上の蜂の巣はちょうどパトロンの紋章が描かれた位置に正確に描かれている。
この作品は2世紀の古代ローマの詩人ルキアノスによる、アレクサンドロス大王とロクサーネの結婚式を描いた古代ギリシアの画家アエティオンの失われた有名な絵画の解説をもとにしている。古代の絵画はおそらく、アプロディテとアレスに関連する図像を歴史上の人物であるアレクサンドロス大王とロクサーネに改作したものと思われる。ルキアノスのエクフラシスでは、式典中にアレクサンドロス大王の鎧と一緒に遊んでいるエロスまたはプットーが言及されており、うち2人は王の槍を持ち、もう1人は胸当ての内側を這っていたと語られている。これはボッティチェッリが完全な古典的教養を持つ人文主義者と協力して絵画を制作したこと、そして失われた古代の驚くべき絵画を再現するボッティチェッリの熱意の証拠として理解されている。この2つの点はルキアノスの言及をもとにした『アペレスの誹謗』（La Calunnia di Apelles）に最も明確に表れている。ヴァチカンの古代ローマの石棺にはプットーが付随する、本作品と同様にもたれかかったマルスとヴィーナスが彫刻されている。

主要人物の位置は、ルクレティウスによる『事物の本性について』における説明を反映している。

## 解釈

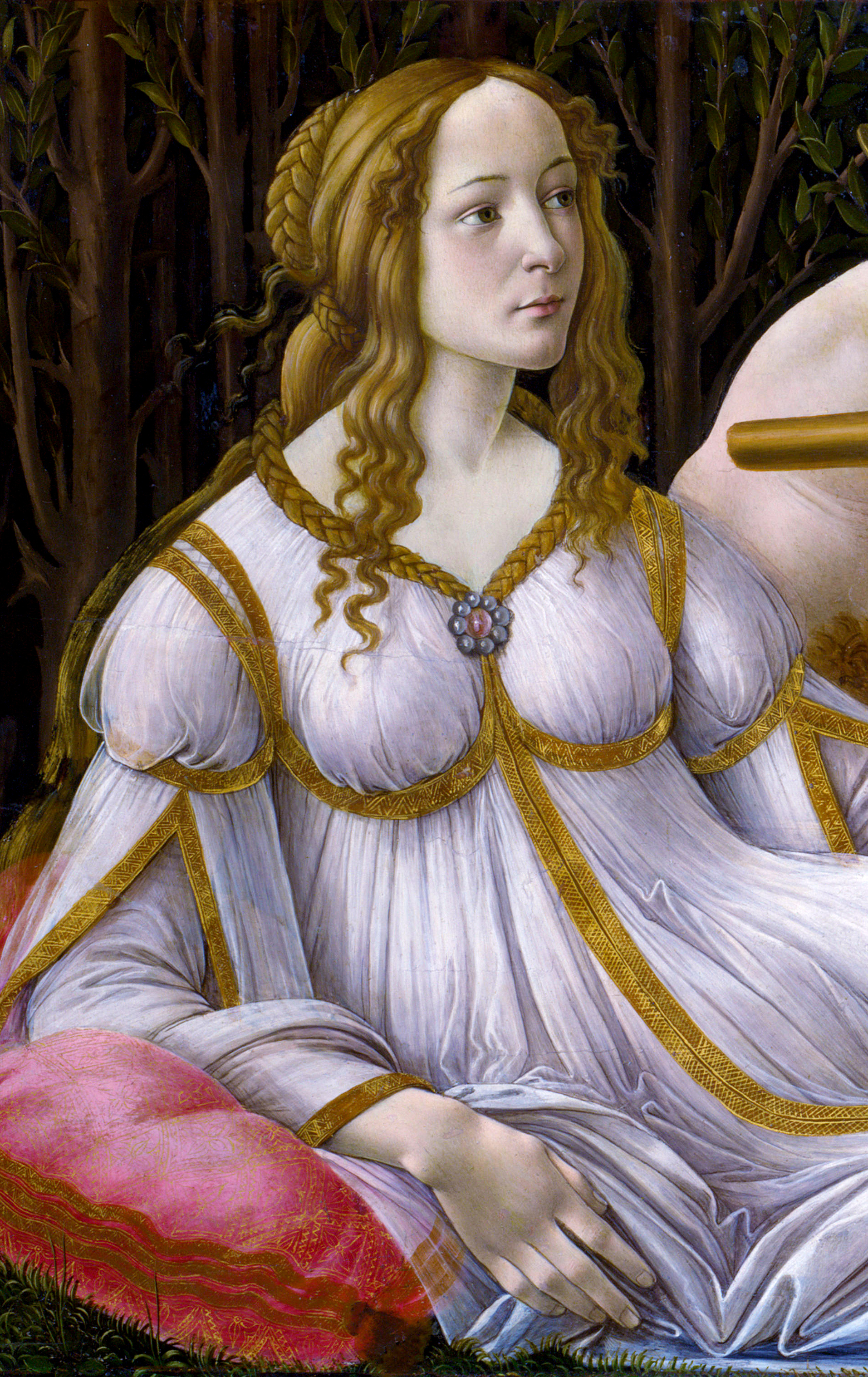
マルスを見つめるヴィーナス。

学者たちの通常の見解は、この絵画は結婚を祝うために委託されたものであり、戦争を征服または長続きさせる愛の意味が追加された、比較的複雑ではない官能的な喜びの表現である。これはおそらく新プラトン主義的なルネサンス期の考え方ではありふれたことだった。他の神話と同様に、エルンスト・ゴンブリッチとエドガー・ウィントはこれらの用語で絵画を分析した最初の人だった。夫婦の関係は占星術の観点からも考えることができ、15世紀のマルシリオ・フィチーノによると、火星は「惑星の間では強さにおいて傑出している。なぜなら彼は人間をより強くするからである。しかし金星は彼を抑制する･･･彼女は火星を抑制するようであるが、火星が金星を抑制することは決してない」。
ヴィクトリア朝の評論家ジョン・アディントン・シモンズは、その解釈に同意することはせず、新しく流行したボッティチェリを過大評価、および「絵画のために分別のない嫌悪を匿った」と考え、「その魅惑的なヴィーナスの顔と態度･･･いびきをかく恋人の反対側で、若さだけを勧められる横柄で飲んだくれな男たちに耐えなければならない女性の憤りを象徴しているのではないか」と書いている。

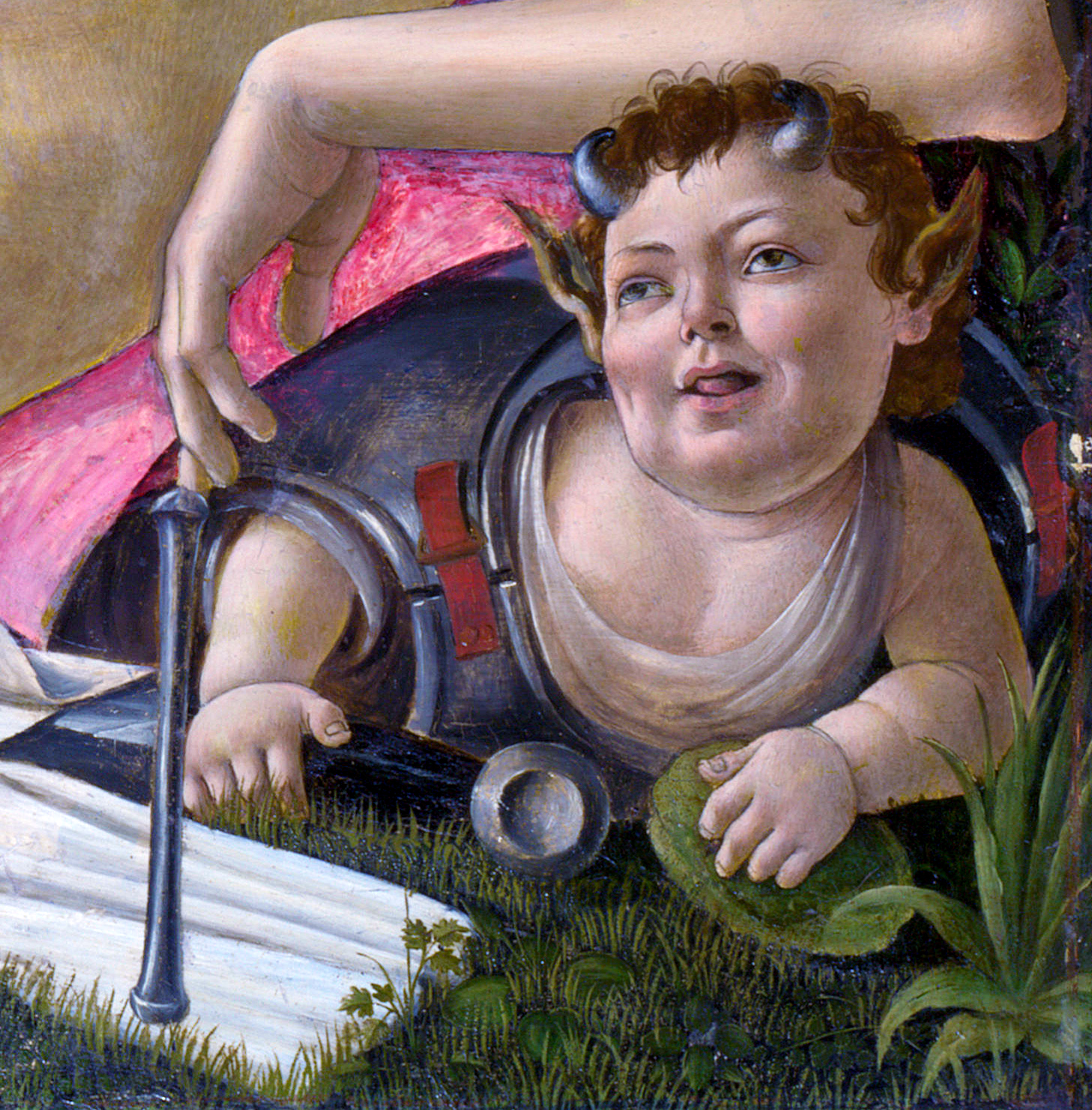
画面右端のディテール。マルスの鎧で遊ぶサテュロスの子供。手に緑の果実を持ち、そのすぐ近くにアロエらしき植物が生えている。

反対意見のある解釈の1つは、絵画により不吉な意味を発見したチャールズ・デンプシー（Charles Dempsey）によるものである。デンプシーによると小さなサテュロスは「官能的な誤りと混乱の状態にある束縛されたこれらの夢の中での性的恐怖」を誘発し、眠る人を苦しめるインキュバスのような存在である。また「この作品のヴィーナスに賦与された愛の観念は、『プリマベーラ』や『ヴィーナスの誕生』に示されている自然界の生命を活気づける神のポジティブな祝祭ではなく、まどろんでいる、かつては成年男性の英雄的武勇を象徴した神を武装解除して苦しめる、空虚で官能的な幻想として示されているように見える」と結論づけている。
2010年の美術史家デイビット・ベリングハム（David Bellingham）の仮説によれば、画面右下のサテュロスが手にしている植物はシロバナヨウシュチョウセンアサガオの実である。この植物はしばしば「貧しい人の酸」と呼ばれ、アヘンとアルコールの混合物に例えられた性質があり、その効果が衰えるにつれて失神や眠気を引き起こすおそれがある。他の研究者は、普通は北米原産と見なされているこの植物がどうやって1480年代までにイタリアに到達したのかを疑問視し、彼の説を却下している。
ベリングハムは画面右下の植物はアロエの一種であり、ギリシア人から薬効があると信じられ、悪霊から保護するだけでなく、性的興奮を高めてくれると述べている。ベリングハムはまた図像の重層的な識別を提案している。これらの中にはアダムとイブのような夫婦が含まれている。

## モデル
他のボッティチェリの多くの世俗的な絵画と同様に、人物像のモデルはフィレンツェの上流社会の有力者と考えられている。マルスのモデルの有力な候補はジュリアーノ・デ・メディチであり、ヴィーナスのモデルはほぼ必然的に容姿の美しさで名高いシモネッタ・ヴェスプッチであることが示唆されている。ただしジュリアーノ・デ・メディチは絵画制作が始まった1483年の5年前（1478年）にパッツィ家の陰謀で暗殺されているため、候補とするにはやや問題がある。シモネッタ・ヴェスプッチは、ボッティチェッリが描いた多数の美しい女性像のモデルとなったかあるいは画家にインスピレーションを与えたと考えられているが、彼女たちの特徴は必ずしもすべてが互いに類似しているわけではない。加えてシモネッタはジュリアーノよりも早い1476年に22歳で死去している。
この2人を最初に絵画のモデルと考えたのは美術史家ヴィルヘルム・フォン・ボーデ（1845年–1929年）であった。ボーデの解釈では、マルスは馬上槍試合の後で疲れており、ヴィーナスは褒賞品としてマルスの夢の中に現れる。ジュリアーノはヴェネツィアとミラノとの条約を祝うためにフィレンツェの実質的な統治者である兄ロレンツォ・デ・メディチが主催した、1475年の有名な馬上槍試合で彼の「貴婦人」としてシモネッタを選んだ。この豪華な見世物はメディチ家の詩人アンジェロ・ポリツィアーノの詩『ジュリアーノ・デ・メディチの馬上槍試合のためのスタンザ』で祝われ、ボッティチェッリによって描かれたジュリアーノのパラス・アテネの旗を含む詳細な説明がされていた。
後の解説者の多くは、おそらく、2人の間に実際にあった情事の伝説を生じせしめせた、政治的同盟国の美しく若い妻を利用したペトラルカ的宮廷恋愛の表示と受け取っている。もっとも、このような事態が発生した可能性は低い。ジュリアーノに愛人フィオレッタ・ゴリーニがいたことはよく知られており、彼らの息子は後に教皇クレメンス7世となっている。

## 来歴

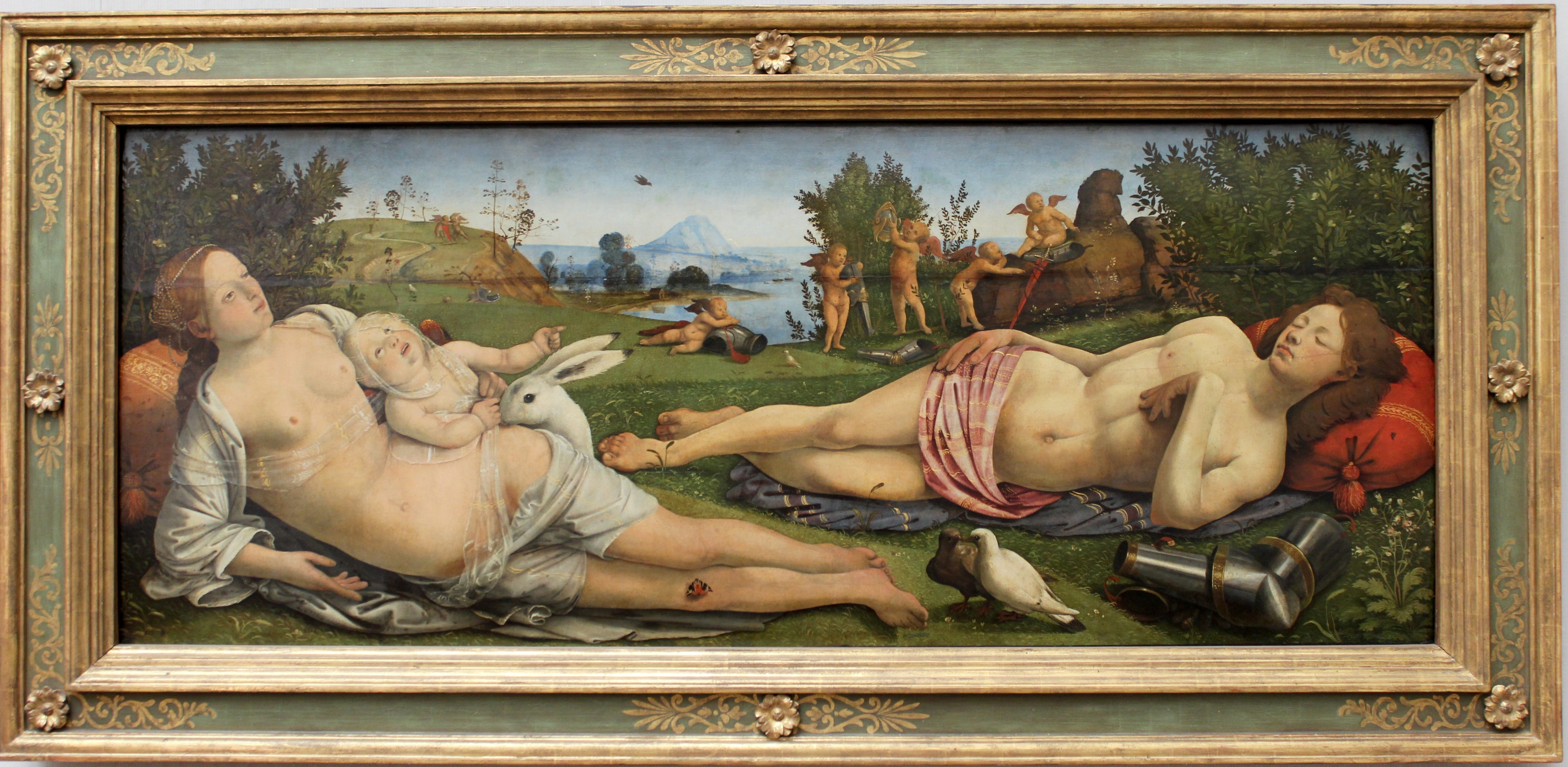
ピエロ・ディ・コジモの1505年頃の作品『ヴィーナス、マルスとキューピッド』。 ベルリン、絵画館所蔵。

今日、ボッティチェリは15世紀後半の最も有名なフィレンツェの画家だが、彼の名声が現在の域に達したのは線と形態を強調した彼の芸術が時代と一致した19世紀後半だった。1857年から1878年の間に、ナショナル・ギャラリーは『ヴィーナスとマルス』を含むボッティチェリの5つの作品を入手している。
『ヴィーナスとマルス』は1864年から1869年の間にイギリスの美術コレクターでありディーラーであったアレクサンダー・バーカーによってフィレンツェで購入された。そしてバーカーの死の翌年の1874年6月8日、クリスティーズで彼のコレクションが競売にかけられた際に、ナショナル・ギャラリーによって1,050ポンド（ロット88）で購入された。これはボッティチェッリの大きな神話画が市場に現れた唯一の記録であり、他のすべての作品は早い段階でメディチ家のコレクションに入り、その後ウフィツィ美術館の所蔵となっている。このとき、ナショナル・ギャラリーの館長ウィリアム・ボクスオール卿は購入に乗り気だった当時の財務大臣、準男爵スタッフォード・ノースコートを伴って13点の作品を購入した。ピエロ・デラ・フランチェスカの未完成の作品『キリスト降誕』（Nativity）は2,415ポンドで購入され、ピントゥリッキオのフレスコ画『オデュッセウスの帰還』（Return of Ulysses）は2,152ポンドで購入された。

## 影響
フィレンツェの若い画家ピエロ・ディ・コジモはおそらく本作品から影響を受けて『ヴィーナス、マルスとキューピッド』（Venus, Mars and Cupid）を描いている。この絵画はおそらく1500年から1505年頃の作品で、後にジョルジョ・ヴァザーリが所有したことで知られる。両作品はしばしば比較対照される。どちらも眠っているマルスと目覚めているヴィーナスの、もたれかかった2人の人物像と、彼らに付随するマルスの鎧で遊ぶ子供たちのグループを含んでいる点でよく似ている。エルヴィン・パノフスキーにとって、ピエロ・ディ・コジモは「魅惑的にプリミティヴィスムな牧歌」であるのに対し、ボッティチェリは「厳粛に古典化された寓意」である。

## ギャラリー
アレクサンダー・バーカーのコレクションからナショナル・ギャラリーに入った絵画には以下のような作品がある。

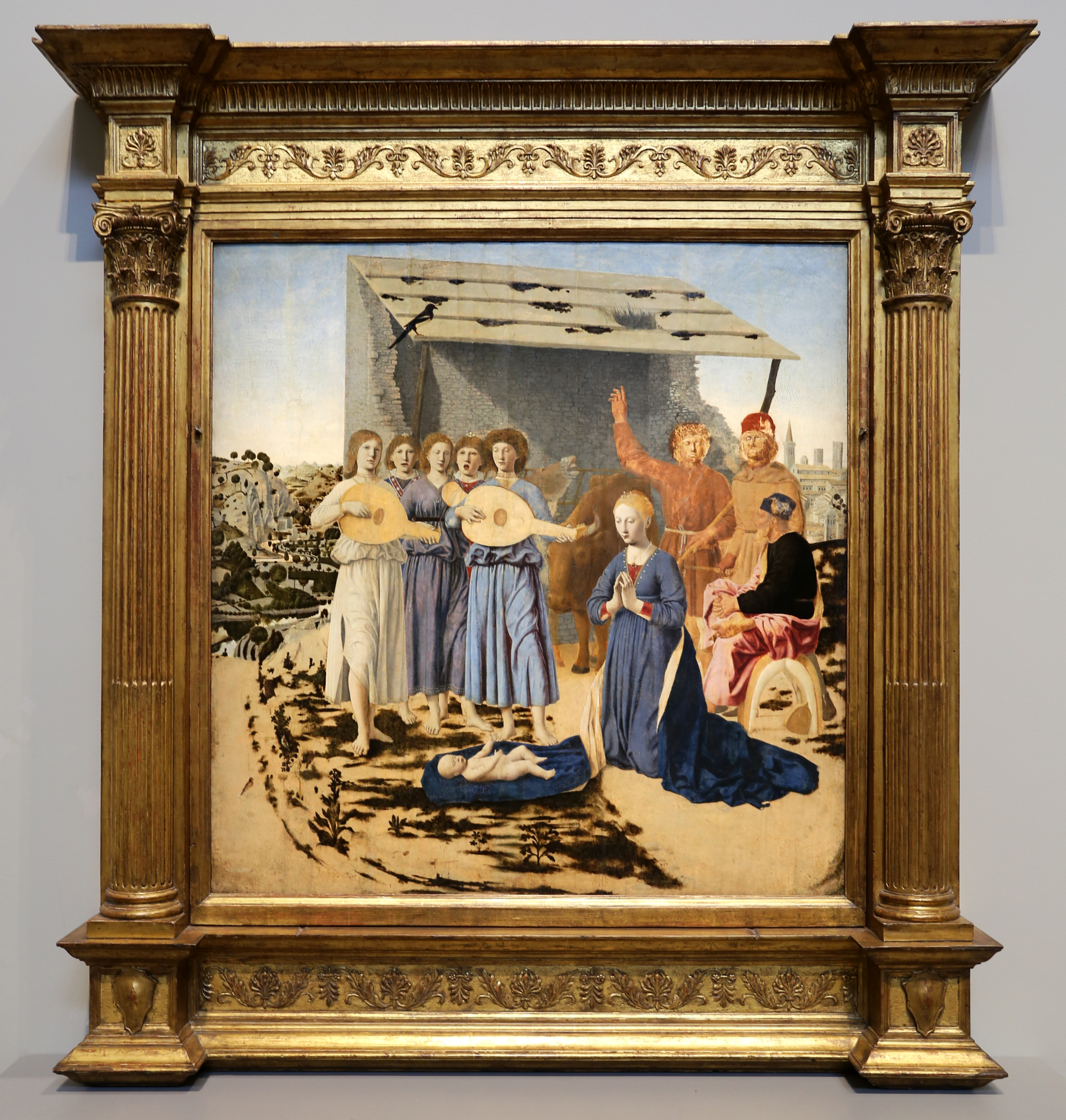
ピエロ・デラ・フランチェスカ『キリスト降誕』
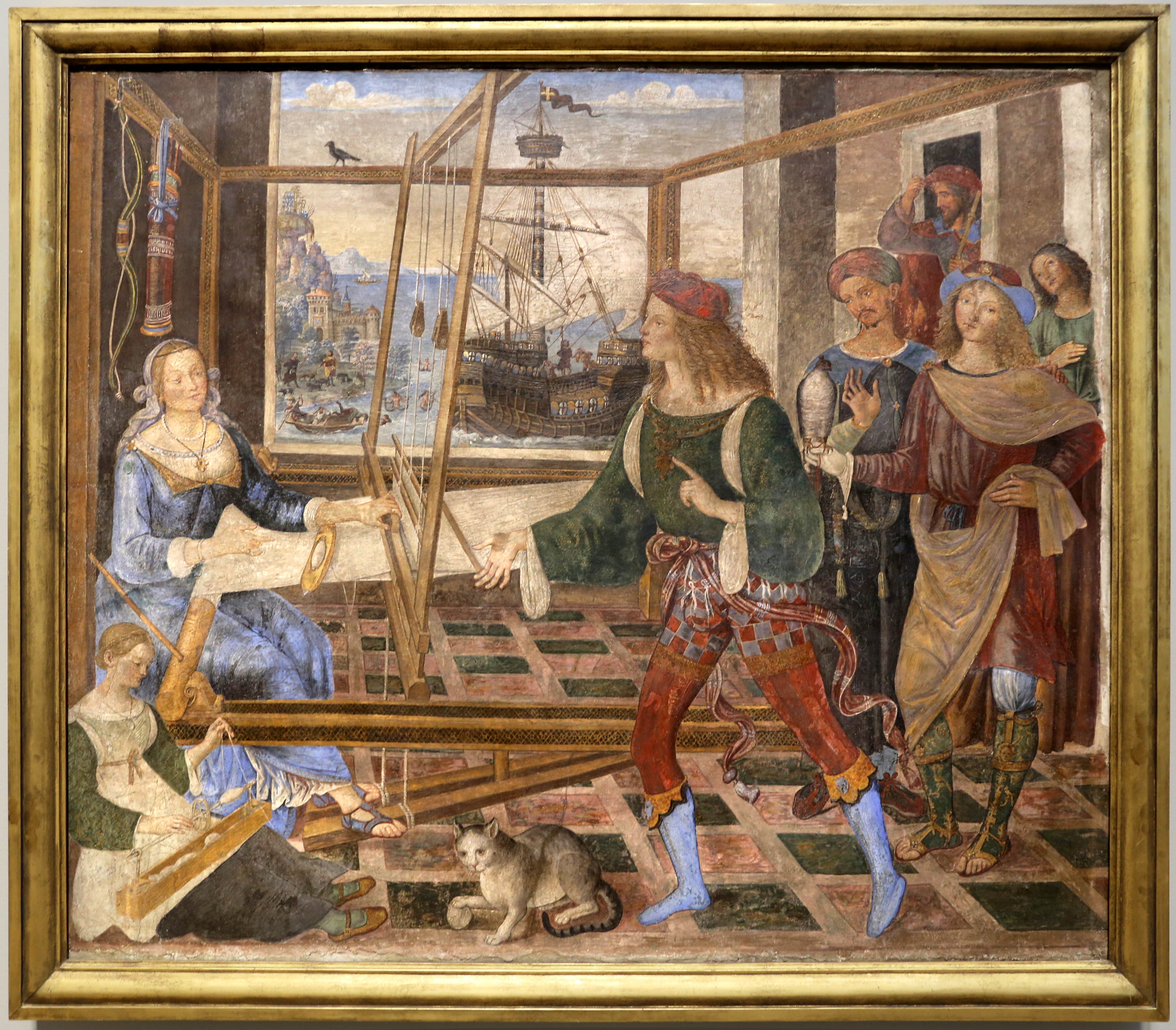
ピントゥリッキオ『オデュッセウスの帰還』
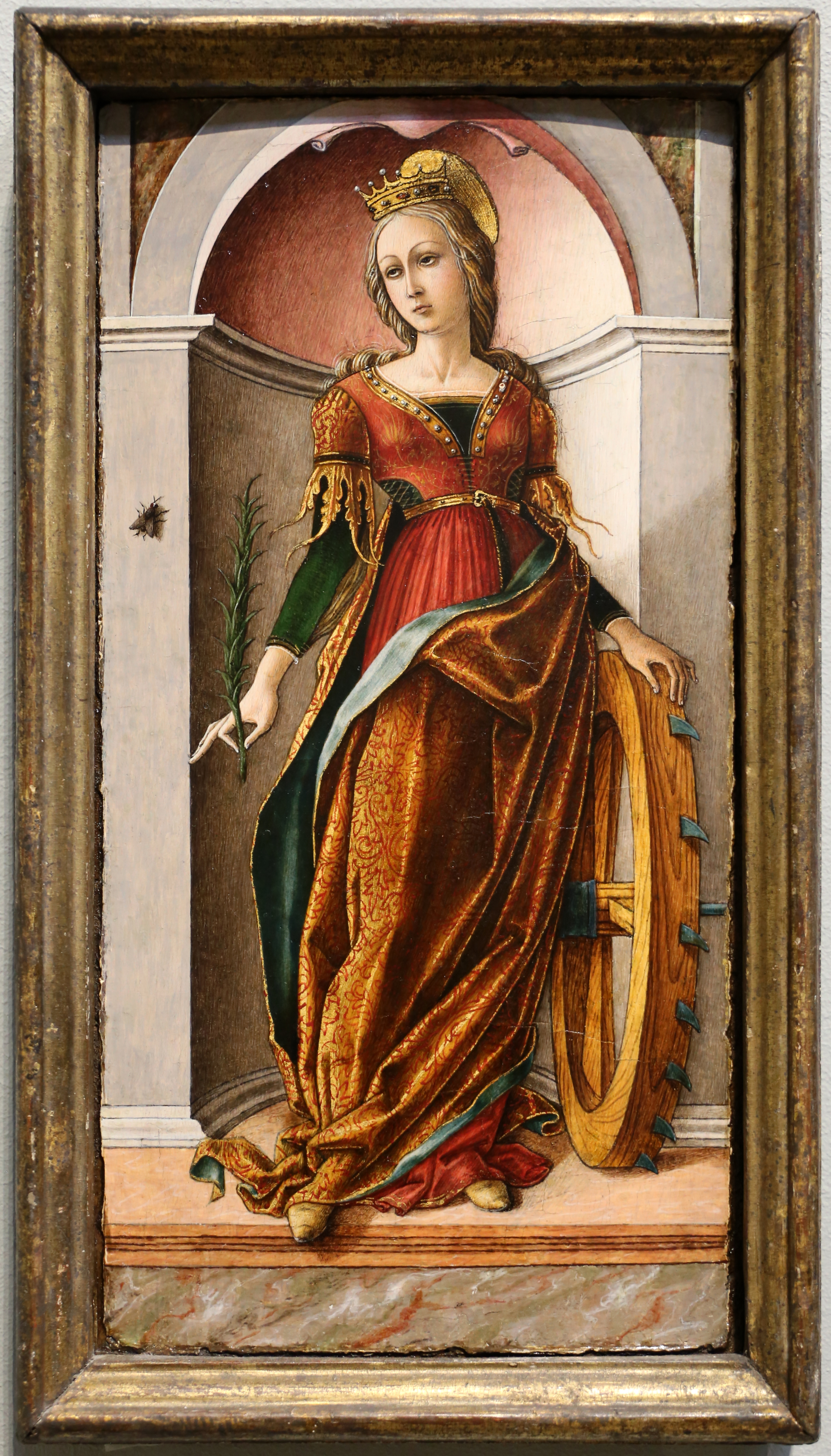
カルロ・クリヴェッリ『アレクサンドリアの聖カタリナ』
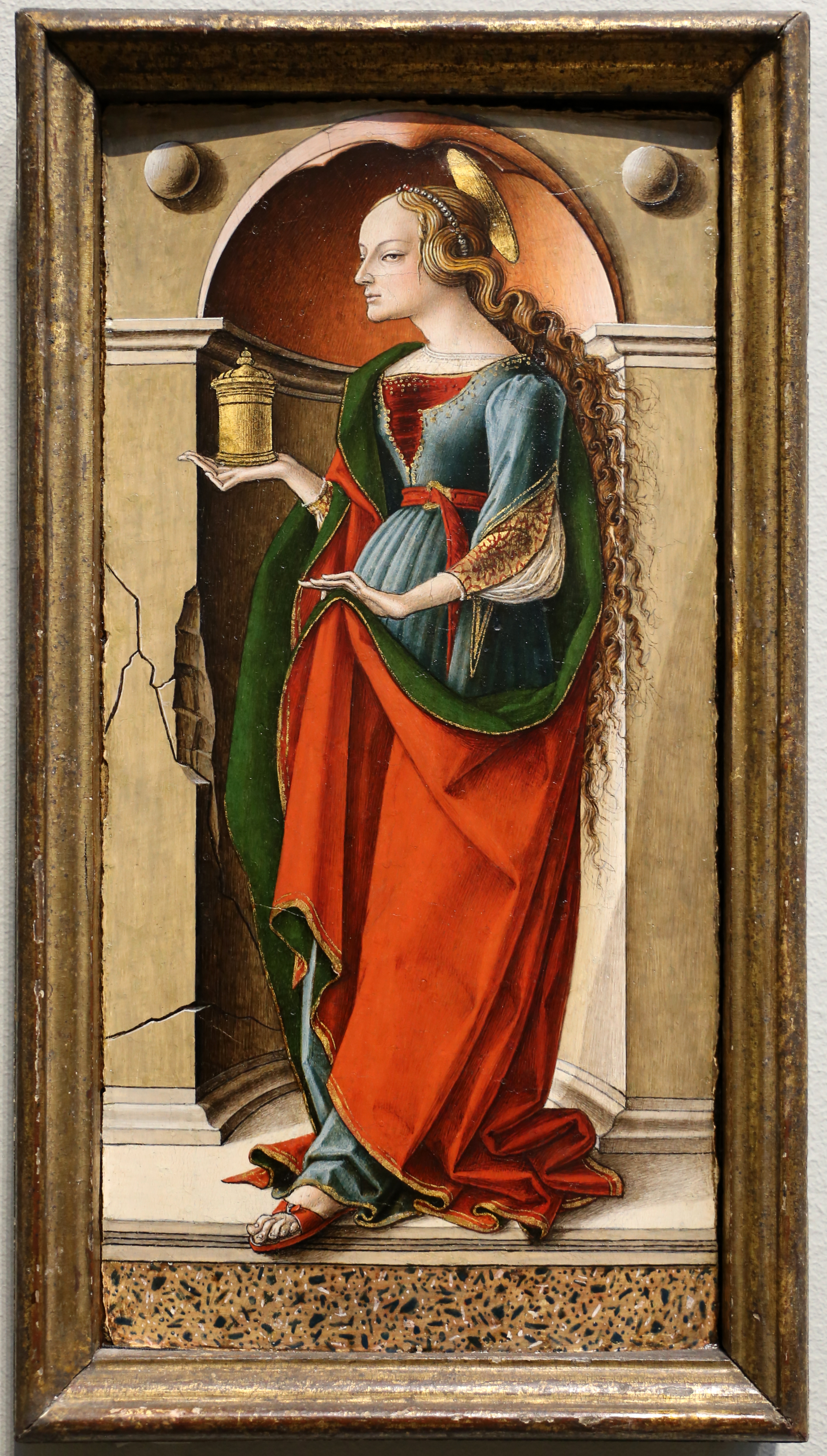
カルロ・クリヴェッリ『マグダラの聖マリア』